# لئون دریسدیل
لئون دریسدیل (انگلیسی: Leon Drysdale؛ زادهٔ ۳ فوریهٔ ۱۹۸۲) بازیکن فوتبال اهل بریتانیا است.
از باشگاه‌هایی که در آن بازی کرده‌است می‌توان به باشگاه فوتبال نانیتون تاون، باشگاه فوتبال کمبریج یونایتد، باشگاه فوتبال تلفورد یونایتد، و باشگاه فوتبال شروزبری تاون اشاره کرد.